# Ornithoptera paradisea
Ornithoptera paradisea is een vlinder uit de familie van de pages (Papilionidae).

## Kenmerken
Het mannetje heeft aan de achtervleugels een staart, die karakteristiek is voor deze soort.

## Verspreiding en leefgebied
Deze vlindersoort is endemisch in het noordelijke deel van Papoea-Nieuw-Guinea in bossen op berghellingen en in valleien.

## Waardplanten
De waardplant is een zeldzame plantensoort uit de familie Aristolochiaceae.